# Frankrikes premiärminister
Frankrikes premiärminister (franska: Premier ministre de la République française) är Frankrikes regeringschef och leder därmed Frankrikes regering. 
Regeringen delar den verkställande makten med presidenten som är landets statschef.

## Funktion och roll
Presidenten utser premiärministern samt övriga ministrar utifrån premiärministerns förslag. Presidenten kan inte avsätta premiärministern eller övriga ministrar annat än på premiärministerns inrådan. Nationalförsamlingen kan dock avsätta regeringen genom misstroendevotum och därför utses premiärministern från den partigrupp som har majoritet i nationalförsamlingen. Detta innebär att Frankrikes president och premiärminister kan tillhöra olika politiska partier, en sådan situation benämns cohabitation. Premiärministerns huvudkontor finns i Hôtel Matignon i Paris. Ämbetet har funnits sedan 22 juni 1815, men med varierande titlar.
Före antagandet av femte republikens konstitution 1959 titulerades Frankrikes regeringschef vanligtvis Président du Conseil des Ministres, på svenska konseljpresident. Efter det första kejsardömets fall 1815 och fram till andra kejsardömets införande 1851 var konseljpresidenten landets regeringschef. Under Napoleon III:s enväldesstyre 1851-69 var befattningen vakant. Med vissa avbrott 1869-1870 tituleras regeringschefen kabinettschef. 1870-1871 styrdes landet av Frankrike av Gouvernement de la Défense nationale (Regeringen för nationellt försvar). Under tredje och fjärde republiken var regeringschefens titel åter konseljpresident.

## Lista över Frankrikes premiärministrar

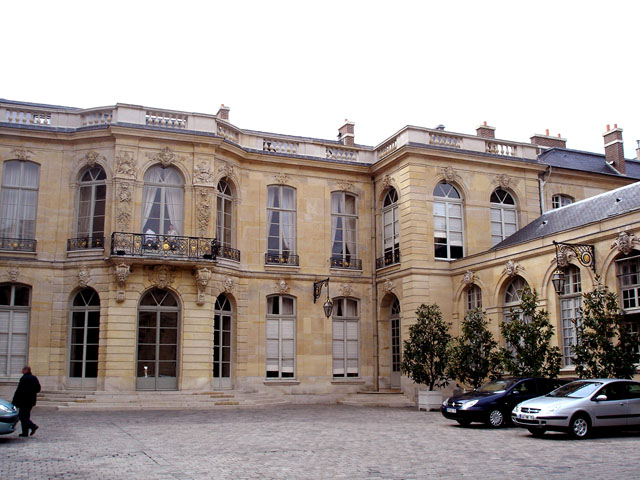
Hôtel Matignon, premiärministerns residens.

### Tredje republiken(1871–1940)
| Konseljpresident         | Från               | Till               | Parti                                |
| ------------------------ | ------------------ | ------------------ | ------------------------------------ |
| Jules Dufaure            | 19 februari, 1871  | 24 maj, 1873       | Oberoende (ex-monarkist)             |
| Albert de Broglie        | 25 maj, 1873       | 22 maj, 1874       | Monarkist                            |
| Ernest Courtot de Cissey | 22 maj, 1874       | 10 mars, 1875      | Konservativ                          |
| Louis Buffet             | 10 mars, 1875      | 23 februari, 1876  | Monarkist                            |
| Jules Dufaure            | 23 februari, 1876  | 12 december, 1876  | Oberoende (ex-monarkist)             |
| Jules Simon              | 12 december, 1876  | 17 maj, 1877       | "Vänsterrepublikan"                  |
| Albert de Broglie        | 17 maj, 1877       | 23 november, 1877  | Monarkist                            |
| Gaëtan de Rochebouët     | 23 november, 1877  | 13 december, 1877  | Konservativ                          |
| Jules Dufaure            | 13 december, 1877  | 4 februari, 1879   | Oberoende (ex-monarkist)             |
| William Waddington       | 4 februari, 1879   | 28 december, 1879  | Oberoende (ex-monarkist)             |
| Charles de Freycinet     | 28 december, 1879  | 23 september, 1880 | "Opportunist-republikan"             |
| Jules Ferry              | 23 september, 1880 | 14 november, 1881  | "Vänsterrepublikan"                  |
| Léon Gambetta            | 14 november, 1881  | 30 januari, 1882   | "Opportunist-republikan"             |
| Charles de Freycinet     | 30 januari, 1882   | 7 augusti, 1882    | "Opportunist-republikan"             |
| Charles Duclerc          | 7 augusti, 1882    | 29 januari, 1883   | "Vänsterrepublikan"                  |
| Armand Fallières         | 29 januari, 1883   | 21 februari, 1883  | "Vänsterrepublikan"                  |
| Jules Ferry              | 21 februari, 1883  | 6 april, 1885      | "Vänsterrepublikan"                  |
| Henri Brisson            | 6 april, 1885      | 7 januari, 1886    | "Radikal republikan"                 |
| Charles de Freycinet     | 7 januari, 1886    | 16 december, 1886  | "Opportunist-republikan"             |
| René Goblet              | 16 december, 1886  | 30 maj, 1887       | "Radikal republikan"                 |
| Maurice Rouvier          | 30 maj, 1887       | 12 december, 1887  | "Opportunist-republikan"             |
| Pierre Tirard            | 12 december, 1887  | 3 april, 1888      | "Vänsterrepublikan"                  |
| Charles Floquet          | 3 april, 1888      | 22 februari, 1889  | "Radikal republikan"                 |
| Pierre Tirard            | 22 februari, 1889  | 17 mars, 1890      | "Vänsterrepublikan"                  |
| Charles de Freycinet     | 17 mars, 1890      | 27 februari, 1892  | "Vänsterrepublikan"                  |
| Émile Loubet             | 27 februari, 1892  | 6 december, 1892   | "Vänsterrepublikan"                  |
| Alexandre Ribot          | 6 december, 1892   | 4 april, 1893      | "Vänsterrepublikan"                  |
| Charles Dupuy            | 4 april, 1893      | 3 december, 1893   | "Vänsterrepublikan"                  |
| Jean Casimir-Perier      | 3 december, 1893   | 30 maj, 1894       | "Vänsterrepublikan"                  |
| Charles Dupuy            | 30 maj, 1894       | 26 januari, 1895   | "Vänsterrepublikan"                  |
| Alexandre Ribot          | 26 januari, 1895   | 1 november, 1895   | "Vänsterrepublikan"                  |
| Léon Bourgeois           | 1 november, 1895   | 29 april, 1896     | "Radikal republikan"                 |
| Jules Méline             | 29 april, 1896     | 28 juni, 1898      | "Vänsterrepublikan"                  |
| Henri Brisson            | 28 juni, 1898      | 1 november, 1898   | "Radikal republikan"                 |
| Charles Dupuy            | 1 november, 1898   | 22 juni, 1899      | "Vänsterrepublikan"                  |
| Pierre Waldeck-Rousseau  | 22 juni, 1899      | 7 juni, 1902       | "Demokratisk republikansk allians"   |
| Émile Combes             | 7 juni, 1902       | 24 januari, 1905   | "Radikala socialistpartiet"          |
| Maurice Rouvier          | 24 januari, 1905   | 12 mars, 1906      | "Demokratisk republikansk allians"   |
| Ferdinand Sarrien        | 12 mars, 1906      | 25 oktober, 1906   | "Radikala socialistpartiet"          |
| Georges Clemenceau       | 25 oktober, 1906   | 24 juli, 1909      | "Radikala socialistpartiet"          |
| Aristide Briand          | 24 juli, 1909      | 2 mars, 1911       | "Republikanska socialistpartiet"     |
| Ernest Monis             | 2 mars, 1911       | 27 juni, 1911      | "Radikala socialistpartiet"          |
| Joseph Caillaux          | 27 juni, 1911      | 21 januari, 1912   | "Radikala socialistpartiet"          |
| Raymond Poincaré         | 21 januari, 1912   | 21 januari, 1913   | "Demokratiska republikanska partiet" |
| Aristide Briand          | 21 januari, 1913   | 22 mars, 1913      | "Republikanska socialistpartiet"     |
| Louis Barthou            | 22 mars, 1913      | 9 december, 1913   | "Demokratiska republikanska partiet" |
| Gaston Doumergue         | 9 december, 1913   | 9 juni, 1914       | "Radikala socialistpartiet"          |
| Alexandre Ribot          | 9 juni, 1914       | 13 juni, 1914      | "Demokratiska republikanska partiet" |
| René Viviani             | 13 juni, 1914      | 29 oktober, 1915   | "Republikanska socialistpartiet"     |
| Aristide Briand          | 29 oktober, 1915   | 20 mars, 1917      | "Republikanska socialistpartiet"     |
| Alexandre Ribot          | 20 mars, 1917      | 12 september, 1917 | "Demokratiska republikanska partiet" |
| Paul Painlevé            | 12 september, 1917 | 16 november, 1917  | "Republikanska socialistpartiet"     |
| Georges Clemenceau       | 16 november, 1917  | 20 januari, 1920   | "Radikala socialistpartiet"          |
| Alexandre Millerand      | 20 januari, 1920   | 24 september, 1920 | Oberoende                            |
| Georges Leygues          | 24 september, 1920 | 16 januari, 1921   | "Demokratiska republikanska partiet" |
| Aristide Briand          | 16 januari, 1921   | 15 januari, 1922   | "Republikanska socialistpartiet"     |
| Raymond Poincaré         | 15 januari, 1922   | 8 juni, 1924       | "Demokratisk allians"                |
| Frédéric François-Marsal | 8 juni, 1924       | 15 juni, 1924      | "Republikansk federation"            |
| Édouard Herriot          | 15 juni, 1924      | 17 april, 1925     | "Radikala socialistpartiet"          |
| Paul Painlevé            | 17 april, 1925     | 28 november, 1925  | "Republikanska socialistpartiet"     |
| Aristide Briand          | 28 november, 1925  | 20 juli, 1926      | "Republikanska socialistpartiet"     |
| Édouard Herriot          | 20 juli, 1926      | 23 juli, 1926      | "Radikala socialistpartiet"          |
| Raymond Poincaré         | 23 juli, 1926      | 29 juli, 1929      | "Demokratisk allians"                |
| Aristide Briand          | 29 juli, 1929      | 2 november, 1929   | "Republikanska socialistpartiet"     |
| André Tardieu            | 2 november, 1929   | 21 februari, 1930  | "Demokratisk allians"                |
| Camille Chautemps        | 21 februari, 1930  | 2 mars, 1930       | "Radikala socialistpartiet"          |
| André Tardieu            | 2 mars, 1930       | 13 december, 1930  | "Demokratisk allians"                |
| Théodore Steeg           | 13 december, 1930  | 27 januari, 1931   | "Radikala socialistpartiet"          |
| Pierre Laval             | 27 januari, 1931   | 20 februari, 1932  | Oberoende (konservativ)              |
| André Tardieu            | 20 februari, 1932  | 3 juni, 1932       | "Demokratisk allians"                |
| Édouard Herriot          | 3 juni, 1932       | 18 december, 1932  | "Radikala socialistpartiet"          |
| Joseph Paul-Boncour      | 18 december, 1932  | 31 januari, 1933   | "Republikanska socialistpartiet"     |
| Édouard Daladier         | 31 januari, 1933   | 26 oktober, 1933   | "Radikala socialistpartiet"          |
| Albert Sarraut           | 26 oktober, 1933   | 26 november, 1933  | "Radikala socialistpartiet"          |
| Camille Chautemps        | 26 november, 1933  | 30 januari, 1934   | "Radikala socialistpartiet"          |
| Édouard Daladier         | 30 januari, 1934   | 9 februari, 1934   | "Radikala socialistpartiet"          |
| Gaston Doumergue         | 9 februari, 1934   | 8 november, 1934   | "Radikala socialistpartiet"          |
| Pierre Étienne Flandin   | 8 november, 1934   | 1 juni, 1935       | "Demokratisk allians"                |
| Fernand Bouisson         | 1 juni, 1935       | 7 juni, 1935       | "Republikanska socialistpartiet"     |
| Pierre Laval             | 7 juni, 1935       | 24 januari, 1936   | Oberoende konservativ                |
| Albert Sarraut           | 24 januari, 1936   | 4 juni, 1936       | "Radikala socialistpartiet"          |
| Léon Blum                | 4 juni, 1936       | 22 juni, 1937      | "Folkfronten"                        |
| Camille Chautemps        | 22 juni, 1937      | 13 mars, 1938      | "Folkfronten"                        |
| Léon Blum                | 13 mars, 1938      | 10 april, 1938     | "Folkfronten"                        |
| Édouard Daladier         | 10 april, 1938     | 21 mars, 1940      | "Radikala socialistpartiet"          |
| Paul Reynaud             | 21 mars, 1940      | 16 juni, 1940      | "Demokratisk allians"                |
| Philippe Pétain          | 16 juni, 1940      | 11 juli, 1940      | Militär                              |

### État Français(Vichyregimen)(1940–1944)
| Regeringschef          | Från              | Till              |
| ---------------------- | ----------------- | ----------------- |
| Pierre Laval           | 11 juli, 1940     | 13 december, 1940 |
| Pierre Étienne Flandin | 13 december, 1940 | 9 februari, 1941  |
| François Darlan        | 9 februari, 1941  | 18 april, 1942    |
| Pierre Laval           | 18 april, 1942    | 17 augusti, 1944  |

### Frankrikes provisoriska regering(1944–1947)
| Konseljpresident  | Från              | Till              | Parti                 |
| ----------------- | ----------------- | ----------------- | --------------------- |
| Charles de Gaulle | 3 juni, 1944      | 26 januari, 1946  | oberoende             |
| Félix Gouin       | 26 januari, 1946  | 24 juni, 1946     | Socialistiska partiet |
| Georges Bidault   | 24 juni, 1946     | 16 december, 1946 | MRP                   |
| Léon Blum         | 16 december, 1946 | 16 januari, 1947  | Socialistiska partiet |

### Fjärde republiken(1947–1959)
| Konseljpresident         | Från               | Till               | Parti                 |
| ------------------------ | ------------------ | ------------------ | --------------------- |
| Paul Ramadier            | 22 januari, 1947   | 24 november, 1947  | Socialistiska partiet |
| Robert Schuman           | 24 november, 1947  | 26 juli, 1948      | MRP                   |
| André Marie              | 26 juli, 1948      | 5 september, 1948  | PRV                   |
| Robert Schuman           | 5 september, 1948  | 11 september, 1948 | MRP                   |
| Henri Queuille           | 11 september, 1948 | 28 oktober, 1949   | PRV                   |
| Georges Bidault          | 28 oktober, 1949   | 2 juli, 1950       | MRP                   |
| Henri Queuille           | 2 juli, 1950       | 12 juli, 1950      | PRV                   |
| René Pleven              | 12 juli, 1950      | 10 mars, 1951      | UDSR                  |
| Henri Queuille           | 10 mars, 1951      | 11 augusti, 1951   | PRV                   |
| René Pleven              | 11 augusti, 1951   | 20 januari, 1952   | UDSR                  |
| Edgar Faure              | 20 januari, 1952   | 8 mars, 1952       | PRV                   |
| Antoine Pinay            | 8 mars, 1952       | 8 januari, 1953    | CNIP                  |
| René Mayer               | 8 januari, 1953    | 27 juni, 1953      | PRV                   |
| Joseph Laniel            | 27 juni, 1953      | 18 juni, 1954      | CNIP                  |
| Pierre Mendès-France     | 18 juni, 1954      | 23 februari, 1955  | PRV                   |
| Edgar Faure              | 23 februari, 1955  | 31 januari, 1956   | PRV                   |
| Guy Mollet               | 31 januari, 1956   | 12 juni, 1957      | Socialistiska partiet |
| Maurice Bourgès-Maunoury | 12 juni, 1957      | 6 november, 1957   | PRV                   |
| Félix Gaillard           | 6 november, 1957   | 13 maj, 1958       | PRV                   |
| Pierre Pflimlin          | 13 maj, 1958       | 1 juni, 1958       | MRP                   |
| Charles de Gaulle        | 1 juni, 1958       | 8 januari, 1959    | UNR                   |

### Femte republiken(1959–)
| Porträtt | Porträtt         | Namn                      | Namn             | Tillträdde       | Avgick           | Politiskt parti | Parlamentsval                   | President (Period)                   |
| -------- | ---------------- | ------------------------- | ---------------- | ---------------- | ---------------- | --------------- | ------------------------------- | ------------------------------------ |
|          |                  | Michel Debré              | •                | 8 januari 1959   | 14 april 1962    | UNR             | I (1958)                        | Charles de Gaulle (1959–1969)        |
|          |                  | Georges Pompidou          | 1                | 14 april 1962    | 7 december 1962  | UNR             | I (1958)                        | Charles de Gaulle (1959–1969)        |
| 2        | 7 december 1962  | Georges Pompidou          | 8 januari 1966   | II (1962)        |                  | UNR             |                                 | Charles de Gaulle (1959–1969)        |
| 3        | 8 januari 1966   | Georges Pompidou          | 1 april 1967     | II (1962)        |                  | UNR             |                                 | Charles de Gaulle (1959–1969)        |
| 4        | 5 april 1967     | Georges Pompidou          | 10 juli 1968     | III (1967)       |                  | UNR             |                                 | Charles de Gaulle (1959–1969)        |
|          |                  | Maurice Couve de Murville | •                | 10 juli 1968     | 20 juni 1969     | UDR             | IV (1968)                       | Charles de Gaulle (1959–1969)        |
|          |                  | Jacques Chaban-Delmas     | •                | 20 juni 1969     | 6 juli 1972      | UDR             | IV (1968)                       | Georges Pompidou (1969–1974)         |
|          |                  | Pierre Messmer            | 1                | 6 juli 1972      | 5 april 1973     | UDR             | IV (1968)                       | Georges Pompidou (1969–1974)         |
| 2        | 5 april 1973     | Pierre Messmer            | 1 mars 1974      | V (1973)         |                  | UDR             |                                 | Georges Pompidou (1969–1974)         |
| 3        | 1 mars 1974      | Pierre Messmer            | 27 maj 1974      | V (1973)         |                  | UDR             |                                 | Georges Pompidou (1969–1974)         |
|          |                  | Jacques Chirac            | 1                | V (1973)         | 27 maj 1974      | 26 augusti 1976 | UDR                             | Valéry Giscard d'Estaing (1974–1981) |
|          |                  | Raymond Barre             | 1                | V (1973)         | 26 augusti 1976  | 29 mars 1977    | Oberoende (anslöt sig till UDF) | Valéry Giscard d'Estaing (1974–1981) |
| 2        | 29 mars 1977     | Raymond Barre             | 31 mars 1978     | V (1973)         |                  |                 | Oberoende (anslöt sig till UDF) | Valéry Giscard d'Estaing (1974–1981) |
| 3        | 31 mars 1978     | Raymond Barre             | 21 maj 1981      | VI (1978)        |                  |                 | Oberoende (anslöt sig till UDF) | Valéry Giscard d'Estaing (1974–1981) |
|          |                  | Pierre Mauroy             | 1                | VI (1978)        | 21 maj 1981      | 23 juni 1981    | PS                              | François Mitterrand (1981–1995)      |
| 2        | 23 juni 1981     | Pierre Mauroy             | 23 mars 1983     | VII (1981)       |                  |                 | PS                              | François Mitterrand (1981–1995)      |
| 3        | 23 mars 1983     | Pierre Mauroy             | 17 juli 1984     | VII (1981)       |                  |                 | PS                              | François Mitterrand (1981–1995)      |
|          |                  | Laurent Fabius            | •                | VII (1981)       | 17 juli 1984     | 20 mars 1986    | PS                              | François Mitterrand (1981–1995)      |
|          |                  | Jacques Chirac            | 2                | 20 mars 1986     | 10 maj 1988      | RPR             | VIII (1986)                     | François Mitterrand (1981–1995)      |
|          |                  | Michel Rocard             | 1                | 10 maj 1988      | 22 juni 1988     | PS              | VIII (1986)                     | François Mitterrand (1981–1995)      |
| 2        | 23 juni 1988     | Michel Rocard             | 15 maj 1991      | IX (1988)        |                  | PS              |                                 | François Mitterrand (1981–1995)      |
|          |                  | Édith Cresson             | •                | IX (1988)        | 15 maj 1991      | 2 april 1992    | PS                              | François Mitterrand (1981–1995)      |
|          |                  | Pierre Bérégovoy          | •                | IX (1988)        | 2 april 1992     | 29 mars 1993    | PS                              | François Mitterrand (1981–1995)      |
|          |                  | Édouard Balladur          | •                | 29 mars 1993     | 18 maj 1995      | RPR             | X (1993)                        | François Mitterrand (1981–1995)      |
|          |                  | Alain Juppé               | 1                | 18 maj 1995      | 7 november 1995  | RPR             | X (1993)                        | Jacques Chirac (1995–2007)           |
| 2        | 7 november 1995  | Alain Juppé               | 3 juni 1997      |                  |                  | RPR             | X (1993)                        | Jacques Chirac (1995–2007)           |
|          |                  | Lionel Jospin             | •                | 3 juni 1997      | 6 maj 2002       | PS              | XI (1997)                       | Jacques Chirac (1995–2007)           |
|          |                  | Jean-Pierre Raffarin      | 1                | 7 maj 2002       | 17 juni 2002     | UMP             | XI (1997)                       | Jacques Chirac (1995–2007)           |
| 2        | 17 juni 2002     | Jean-Pierre Raffarin      | 30 mars 2004     | XII (2002)       |                  | UMP             |                                 | Jacques Chirac (1995–2007)           |
| 3        | 31 mars 2004     | Jean-Pierre Raffarin      | 31 maj 2005      | XII (2002)       |                  | UMP             |                                 | Jacques Chirac (1995–2007)           |
|          |                  | Dominique de Villepin     | •                | XII (2002)       | 31 maj 2005      | 17 maj 2007     | UMP                             | Jacques Chirac (1995–2007)           |
|          |                  | François Fillon           | 1                | 17 maj 2007      | 18 juni 2007     | UMP             | XIII (2007)                     | Nicolas Sarkozy (2007–2012)          |
| 2        | 19 juni 2007     | François Fillon           | 13 november 2010 |                  |                  | UMP             | XIII (2007)                     | Nicolas Sarkozy (2007–2012)          |
| 3        | 14 november 2010 | François Fillon           | 15 maj 2012      |                  |                  | UMP             | XIII (2007)                     | Nicolas Sarkozy (2007–2012)          |
|          |                  | Jean-Marc Ayrault         | •                | 15 maj 2012      | 31 mars 2014     | PS              | XIV (2012)                      | François Hollande (2012–2017)        |
|          |                  | Manuel Valls              | 1                | 31 mars 2014     | 27 augusti 2014  | PS              | XIV (2012)                      | François Hollande (2012–2017)        |
| 2        | 27 augusti 2014  | Manuel Valls              | 6 december 2016  |                  |                  | PS              | XIV (2012)                      | François Hollande (2012–2017)        |
|          |                  | Bernard Cazeneuve         | •                | 6 december 2016  | 10 maj 2017      | PS              | XIV (2012)                      | François Hollande (2012–2017)        |
|          |                  | Édouard Philippe          | 1                | 15 maj 2017      | 21 juli 2017     | Republikanerna  | XV (2017)                       | Emmanuel Macron (2017–)              |
| 2        | 21 juli 2017     | Édouard Philippe          | 3 juli 2020      | Oberoende höger  | XV (2017)        |                 |                                 | Emmanuel Macron (2017–)              |
|          |                  | Jean Castex               | •                | 3 juli 2020      | 16 maj 2022      | Oberoende       | XV (2017)                       | Emmanuel Macron (2017–)              |
|          |                  | Élisabeth Borne           | •                | 16 maj 2022      | 9 januari 2024   | RE              | XV (2022)                       | Emmanuel Macron (2017–)              |
|          |                  | Gabriel Attal             | •                | 9 januari 2024   | 5 september 2024 | RE              | XV (2022)                       | Emmanuel Macron (2017–)              |
|          |                  | Michel Barnier            | •                | 5 september 2024 | 13 december 2024 | Republikanerna  | XVI (2024)                      | Emmanuel Macron (2017–)              |
|          |                  | François Bayrou           | •                | 13 december 2024 | -                | MoDem           | XVI (2024)                      | Emmanuel Macron (2017–)              |